# Cratere Numerov
Numerov è un grande cratere lunare di 105,39 km situato nella parte sud-orientale della faccia nascosta della Luna.